# Reggio Calabria
Reggio Calabria este un oraș în Italia, și capitala provinciei cu același nume. În acest oraș locuiesc 186.000 de oameni. Orașul este situat pe vârful din peninsula italiană și este scăldată de strâmtoarea Messina. Orașul este renumit pentru două statui de bronz Riace și este un importator și zonă turistică pentru litoralul său.

## Istorie
Istoria milenară a Reggio începe cu originile mitologice datând de la 2000 î.Hr. pentru a continua cu întemeierea ca o colonie greacă în secolul VIII î.Hr. Colonia a fost întemeiată de greci veniți din Chalkis, purtând numele istoric de Rhegion. A fost un oraș prosper al grecilor, iar mai târziu un aliat al Romei. Apoi a fost una din marile metropole ale Imperiului Bizantin și a fost sub dominația de arabilor, normanzilor, șvabilor, dinastiei de Anjou și aragonezilor. Acesta a fost distrus de cutremure severe în 1562 și 1783. A devenit parte a Regatului Neapolelui și a Regatului celor Două Sicilii și apoi făcut parte din Regatul Italiei. În 1908 a suferit distrugerea unui alt cutremur și tsunami, și a fost reconstruit în perioada Art Nouveau, dar a fost parțial distrus de bombardamentele din al doilea război mondial. A crescut în mod dramatic în timpul secolului XX, dar la începutul anilor '70, a devenit parte a revoltelor regionale majore, iar consecințele au condus la două decenii întunecate, din care, cu toate acestea, datorită unei serii de guvernări de succes în ultimele decenii, orașul și-a revenit considerabil, întorcându-se în funcția de lider demografic, economic și de turism în peisajul mediteraneean.

### Episod biblic neotestamentar
Potrivit Noului Testament (Faptele Apostolilor, 28:13) Sf. Pavel  (în drum spre Roma, unde urma să fie judecat) ar fi poposit o zi și la Regio (Reggio Calabria).

## Clima
Clima este tipic mediteraneeană din Reggio, pe coasta Mării Tireniene. În schimb, este un climat subtropical pe coasta Mării Ionice, caracterizat prin ariditate mai mare cu mai puține precipitații decât prima. De altă parte climatul de munte accidentat caracterizează Aspromonte care este aproape Apenini.
Clima este temperată zilnic și este caracterizată de o briză plăcută mare în timpul zilei, de la nord (și mereu prezentă în strâmtoare), în timp ce noaptea este o briză care coboară dinspre Aspromonte, în special de-a lungul văilor râurilor.
Reggio este capitala de provincie care a înregistrat printre cele mai mari temperaturi medii pe o bază anuală, în Italia, cu o medie de 17-32 °C și o medie anuală de precipitații 547.16 mm. Iarna este blândă și scurtă și temperaturile rareori scad spre zero. Pe parcursul anului există aproximativ 300 de zile însorite.

## Persoane legate de Reggio Calabria
- Gianni Versace (1946-1997), creator de modă
- Rosella Postorino (1978), scriitoare

## Localități înfrățite
- Aigaleo, Atena Occidental din  2004
- Patras, Ahaia
- Montesilvano, Provincia Pescara
- Roma, Provincia Roma

## Demografie
Reggio Calabria - evoluția demografică

|  | Graficele sunt indisponibile din cauza unor probleme tehnice. Mai multe informații se găsesc la Phabricator și la wiki-ul MediaWiki. |

Date: Recensăminte sau birourile de statistică - grafică realizată de Wikipedia